# Yé barré
Cette page contient des caractères spéciaux ou non latins. S’ils s’affichent mal (▯, ?, etc.), consultez la page d’aide Unicode.
Ј̵ (minuscule : ј̵), ou yé barré, est un graphème de l’alphabet cyrillique utilisé par Otto von Böhtlingk dans l’écriture du iakoute au XIXe siècle. Il s'agit de la lettre yé ‹ Ј, ј › diacritée d’une barre inscrite. Elle n’est pas à confondre avec le J barré ‹ Ɉ, ɉ ›, lettre de l’alphabet latin.

## Utilisation

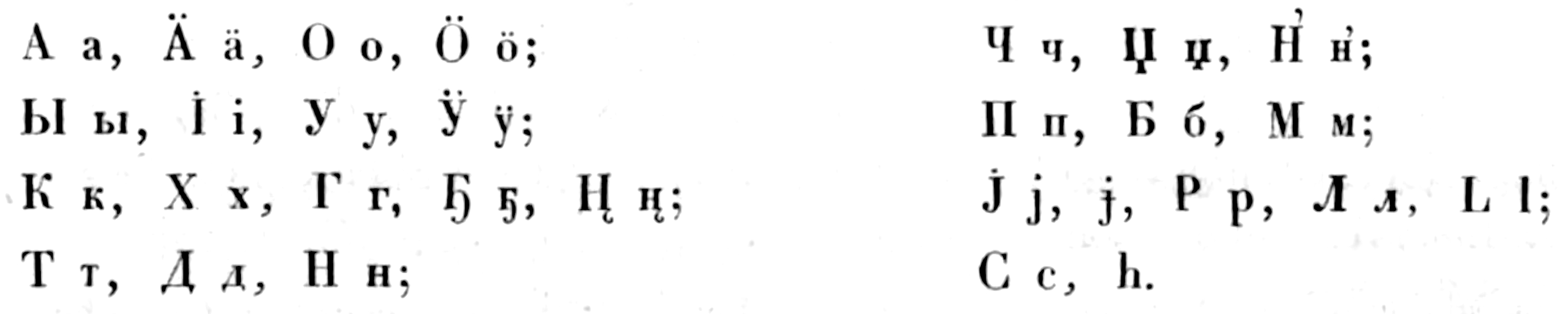
L’alphabet iakoute de von Böhtlingk de 1851.

Le yé barré a été utilisé en iakoute dans l’orthographe d’Otto von Böhtlingk en 1851. Il représente une consonne spirante palatale voisée nasalisée [j̃].

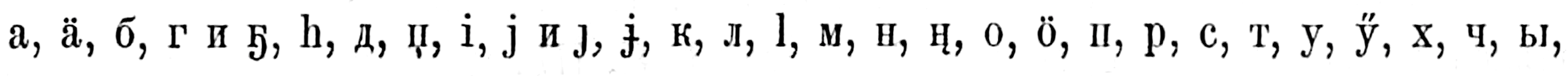
L’alphabet iakoute d’Edward Piekarski dans le dictionnaire iakoute de 1907-1933.

.

## Représentations informatiques
Le yé barré ne peut pas être représenté de façon standard avec les caractères Unicode.
L’utilisation des caractères pour la lettre cyrillique yé avec la barre courte couvrante U+0335 a été proposée : ‹ Ɉ, ј̵ › ; cependant leurs combinaisons ne sont aucunement garanties d’être affichées correctement.
Alternativement, les mêmes caractères que la lettre J barré ‹ Ɉ, ɉ › (U+0248, U+0249) peuvent être utilisés.
Des caractères propres aux yé barré sont présents dans le codage ISO 10754 :
- capitale Ɉ : 15
- minuscule ɉ : 14